# 296
296（二百九十六、にひゃくきゅうじゅうろく）は、自然数または整数において、295の次で297の前の数である。

## 性質
- 296は合成数であり、約数は1, 2, 4, 8, 37, 74, 148, 296である。
  - 約数の和は570。
- 296 = 23 × 37
  - 2つの異なる素因数の積で p 3 × q の形で表せる15番目の数である。1つ前は250、次は297。(オンライン整数列大辞典の数列 A065036)
- 各位の平方和が平方数になる34番目の数である。1つ前は269、次は300。(オンライン整数列大辞典の数列 A175396)
- 296 = 102 + 142
  - 異なる2つの平方数の和で表せる90番目の数である。1つ前は293、次は298。(オンライン整数列大辞典の数列 A004431)
- 296 = 22 + 62 + 162 = 62 + 82 + 142
  - 3つの平方数の和2通りで表せる70番目の数である。1つ前は289、次は300。(オンライン整数列大辞典の数列 A025322)
  - 異なる3つの平方数の和2通りで表せる52番目の数である。1つ前は282、次は297。(オンライン整数列大辞典の数列 A025340)
- 296 = 23 + 23 + 43 + 63
  - 4つの正の数の立方数の和で表せる67番目の数である。1つ前は289、次は297。(オンライン整数列大辞典の数列 A003327)
- 約数の和が296になる数は1個ある。(219) 約数の和1個で表せる60番目の数である。1つ前は284、次は300。
- 各位の和が17になる9番目の数である。1つ前は287、次は359。

## その他 296 に関連すること
- 西暦296年
- 紀元前296年
- ISO 3166-1（JIS X 0304 国名コード）の296は、キリバス。
- 年始から数えて296日目は10月23日。
- 広域高速ネット二九六は、千葉県のケーブルテレビ局。
- エールフランス296便事故は、1988年におきた航空事故。
- チョウンシー (USS Chauncey, DD-296)は、アメリカ海軍の駆逐艦。
- ランセットフィッシュ(USS Lancetfish, SS-296)は、アメリカ海軍の潜水艦。